# Fenland
Il Fenland è un distretto del Cambridgeshire, Inghilterra, Regno Unito, con sede a March.

## Storia
Il distretto fu creato con il Local Government Act 1972, il 1º aprile 1974 dalla fusione del borough di Wisbech con il distretto urbano di Chatteris, il distretto urbano di March, il distretto urbano di Whittlesey, il distretto rurale di North Witchford ed il distretto rurale di Wisbech.

## Parrocchie civili
- Benwick
- Chatteris
- Doddington
- Elm
- Leverington
- Manea
- March
- Newton
- Parson Drove
- Tydd St. Giles
- Christchurch
- Whittlesey
- Wimblington
- Wisbech
- Wisbech St. Mary
- Gorefield